# Православные монастыри Крыма
Православные монастыри Крыма — православные религиозные общины монахов (монахинь) на Крымском полуострове после его присоединения к Российской империи.

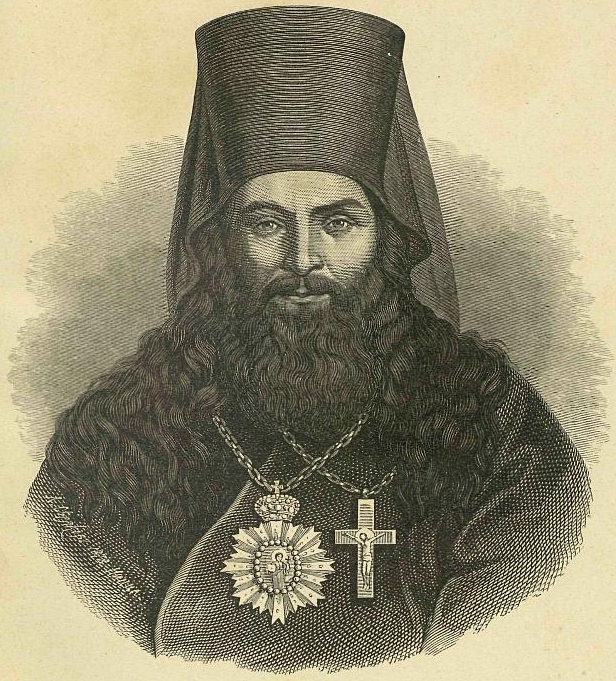
Иннокентий — архиепископ Херсонский и Таврический, инициатор и основатель православных монастырей в Крыму.

Монастырям в истории Церкви принадлежит особая роль. Иноки, руководствуясь идеей самоотречённого служения Богу в большей степени соблюдают христианские догматы и церковные уставы. В Крым христианство проникло на рубеже III—IV веков и стало преобладающим вероучением среди оседлого населения полуострова. Однако к XVIII веку, в силу исторических событий, христианство в Крыму оказалось почти полностью вытеснено исламом, а в середине XVIII века оно окончательно утратило свои позиции. Серьёзный урон христианству нанесло также переселение крымских христиан в Северное Приазовье и упразднение Готской епархии в 1778 году. Только через сто лет православная Церковь возвратила своё влияние на народы Крыма после включения в состав Российской империи. Во второй половине XIX века по инициативе и при участии архиепископа Херсонского и Таврического Иннокентия в Крыму была создана целая сеть православных монастырей. Все они основывались на местах древних христианских памятников или у почитаемых источников. Открытие каждой обители связывалось с легендой, а если её не было, она создавалась. Наряду с другими мерами, в том числе заселением полуострова выходцами из Российской империи, Греции, Болгарии, исповедовавших православие, крымское монашество в целом выполнило свою задачу и уже к концу XIX века мусульманский полуостров превратился в христианский, где утвердилась государственная православная церковь. Сыграло здесь большую роль и турецкое мухаджирство.
В истории православного монашества Крымского полуострова исследователи выделяют три основных периода:
византийский: VII—XV века — становление и расширение влияния монастырей;
греко-православный: XV — начало XVIII века — период, совпадающий с татаро-турецким владычеством в Крыму и почти полным вытеснением христианства и его влияния;
российский: середина XIX — начало XX века — возрождение православного монашества под управлением Святейшего Синода.
В списке представлены действующие и частично сохранившиеся православные общины Крыма Русской православной и Армянской апостольской церквей российского периода — после присоединения Крыма к Российской империи.
Основными обобщающими источниками для составления списка послужили: Тур В. Г. «Православные монастыри Крыма в XIX — начале XX вв.», Могаричёв Ю. М. «Пещерные церкви Таврики», Козлов В. Ф. «Наследие православного Крыма XVIII — середина XX в. Монастыри, монастырские подворья, храмы, часовни», а также список монастырей на сайте Крымской митрополии.

## Список
| Название Местонахождение | Краткое описание | Изображение                                                                |
| --- | --- | -------------------------------------------------------------------------- |
| Монастыри РПЦ | |                                                                            |
| Анастасиевский монастырь в Качи Кальоне Долина реки Качи, близ села Баштановки 44°41′53″ с. ш. 33°53′04″ в. д.                                                                        | По церковным преданиям на правом берегу Качинского каньона под скальным навесом, образованным горой Фыцки, с VIII века существовал пещерный монастырь святой великомученицы Анастасии (Качи-Кальон). Исследователи считают, что обитель появилась не ранее XI—XIV веков, а сохранившиеся надписи в храмах датируют XVII—XVIII веками. После выселения христиан Крыма в Приазовье в конце XVIII — начале XIX века монастырь был полностью заброшен. Первый древний храм мог быть разрушен ещё монголо-татарами, по другой версии, он запустел и был разобран после выхода христиан из Крыма. По ходатайству архиепископа Иннокентия (Борисова) в 1850 году Святейший синод выдал разрешение на восстановление обители. Возобновлён Анастасиевский храм в середине XIX века. В 1850—1860-х годах к алтарной части пристроили придел в честь Страстной иконы Божией Матери. В то время данная территория Качи-Кальона принадлежала помещику Якову Хвицкому и по его завещанию и решению Синода имение вместе с домовым храмом святой Анастасии в 1851 году были переданы в ведение Бахчисарайскому Успенскому монастырю. В 1888 году в скале, где в Средние века существовал старый православный храм была устроена и освящена вторая церковь — Софийская. В начале XX века была образована мужская Анастасиевская киновия. Анастасиевский и Софийский храмы ликвидировали в июне 1932 года. Возрождённый ныне храм св. Анастасии Узорешительницы устроен к западу от исторического места. |                                                                            |
| Благовещенский Мангупский (Южный) монастырь Бахчисарайский район, урочище Мангуп-Кале, плато Баба-Даг 44°35′25″ с. ш. 33°48′11″ в. д.                                                 | Благовещенский пещерный мужской монастырь, известный также как «Благовещенский монастырь на Мангуп-Кале». Главный храм монастыря — церковь Балговещения Пресвятой Богородицы. На территории обители насчитывается около двадцати пещер различного назначения: храмы, хозяйственные помещения, кельи для монахов, общественные места. Все пещеры искусственного происхождения, вырытые человеком в VI веке и населявшие монахами-отшельниками. Как религиозная община монастырь был сформирован и основан, предположительно, в XIV — начале XV века. Обитель имеет два пещерных храмовых комплекса, расположенных в два яруса. После турецкой экспансии в 1475 году монашеская жизнь здесь прекратилась; возобновилась после присоединения Крыма к Российском империи; с приходом в Крым советской власти опять прекратилась. В 2002 году началось восстановление обители. Официально монастырь был вновь открыт решением Священного Синода УПЦ МП от 23 декабря 2010 года. |                                                                            |
| Владимирский Херсонесский монастырь Севастополь, ул. Древняя, 1. Территория древнего Херсонеса 44°36′38″ с. ш. 33°31′25″ в. д.                                                        | Мужской монастырь святого равноапостольного князя Владимира был основан архиепископом Иннокентием(Борисовым) как заштатный общежительный. В 1853 году в монастыре построили и освятили первую церковь во имя святой равноапостольной Ольги. Во время Крымской войны обитель и храм были разрушены. В 1857 году был построен и освящён храм во имя Херсонесских священномучеников, выполнявший функции собора до построения главного храма. В 1858 году император Александр II дал разрешение на строительство в монастыре Свято-Владимирского соборного храма. В 1859 году в монастырь была передана частица святых мощей князя Владимира из домового храма Зимнего дворца в Санкт-Петербурге. 23 августа 1861 года в присутствии Александра II и членов его семьи состоялась торжественная закладки собора. В том же году обитель получила статус штатного монастыря 1-го класса. В 1860—1863 годах был выстроен настоятельский корпус, в котором был освящён домовый храм Корсунской иконы Божией Матери. В 1888 году в Владимирском соборе был освящён нижний престол во имя Рождества Богородицы, а в 1891 — верхний основной Владимирский престол. В 1905 году в обители открыли Таврическую епархиальную школу для псаломщиков. В 1925 году советская власть закрыла монастырь. Владимирский собор был сильно повреждён во время Великой Отечественной войны. В 1998–—2002 годах собор восстановили. В 2016—2017 годах руководство Севастопольского благочиния поднимало вопрос о возвращении Церкви сохранившихся монастырских построек и возрождении Херсонесского монастыря, но эта идея тогда не нашла поддержки. 12 марта 2024 года на заседании Священного Синода в связи с прошением Преосвященного митрополита Крымского и Симферопольского Тихона было принято решение открыть Свято-Владимирский Херсонесский мужской монастырь. |                                                                            |
| Монастырь Влахернской иконы Божией Матери Севастополь, Карантинная балка 44°36′19″ с. ш. 33°29′47″ в. д.                                                                              | Монастырь Богородицы Влахернской располагался на территории раннехристианского некрополя Херсонеса в Карантинной балке. Во второй половине V века здесь была построена небольшая церковь. В VI (или в X) веке на её месте возвели храм в форме равноконечного креста. Затем к зданию церкви был пристроен баптистерий, а рядом возведены хозяйственные и жилые постройки. Весь монастырский комплекс был обнесён каменной оградой, в которую встроили мемориальную часовню. О мемориальном характере монастыря может также свидетельствовать то, что он до XVI века оставался местом паломничества. Монастырскую Влахернскую церковь связывают с памятью папы Римского — святого Мартина Исповедника, который в марте 655 года был отправлен в Херсонес, где скончался и был похоронен «в прекрасном доме Девы Марии, именуемой Влахернской». Монастырь и находящаяся на его территории крестовидная церковь были разрушены золотоордынцами. Храм Влахернской иконы Божией Матери был одним из первых археологических объектов, подвергшийся тщательной реставрации, на которую выделялись средства из государственной казны. Монастырь является объектом культурного наследия федерального значения, расположенного на территории Республики Крым. |                                                                            |
| Георгиевский Балаклавский монастырь Балаклавский район Севастополя 44°30′18″ с. ш. 33°30′37″ в. д.                                                                                    | Мужской штатный монастырь святого Георгия Победоносца основан не ранее конца XIV — XV века. На протяжении трёхсот лет являлся одним из центров православия в Крымском ханстве. В связи с тем, что монастырь принадлежал Константинопольскому патриархату, документы древней истории обители в отечественных архивах не сохранились. В 1778 году, во время переселения крымских христиан, иноки покинули обитель, но уже в конце XVIII века началось возрождение монастыря. В 1794 году монастырь был подчинён Святейшему синоду. В 1815 году завершилось строительство нового каменного монастырского храма. После постройки новой церкви древняя с вырубленной в скале алтарной частью была полностью разобрана. В 1850 году был построен второй монастырский храм — Воздвижения Честного Креста. В том же году монастырь получил статус первоклассного. Во время Гражданской войны большая часть монашествующей братии участвовала в белогвардейском движении. Советская власть национализировала имущество монастыря и в июле 1922 года был образован совхоз «Георгиевский монастырь». Георгиевская церковь, наиболее пострадавшая во время землетрясения 1927 года была разобрана как не подлежащая восстановлению. Монастырь является объектом культурного наследия федерального значения, расположенного на территории Республики Крым. |                                                                            |
| Георгиевский Катерлезский монастырь Керченский полуостров, село Войково 45°23′32″ с. ш. 36°26′32″ в. д.                                                                               | Женский заштатный общежительный монастырь Георгия Победоносца. По преданию основанием для открытия монастыря послужила легенда о явлении близ села Катерлез (ныне Войково) образа Георгия Победоносца и обретении в источнике иконы святого Георгия. На горе, где являлся образ Георгия, в 1852 году была построена часовня. Церковь возвели в 1857 году, а в 1862 — к ней пристроили колокольню. В 1859 году Святейший Синод принял решение об открытии здесь мужского монастыря. В 1898 году была построена тёплая монастырская церковь во имя святых Антония и Феодосия. В 1900 году мужская обитель была упразднена и преобразована в женскую. Причиной преобразования послужило пьянство некоторых иноков и нарушение важнейших обетов. В первые годы в женской обители также возникли проблемы с дисциплиной и благочестием, что подтверждается архивными документами и резолюцией архиепископа. В 1921 году монастырь был закрыт советской властью и на его базе создан детский приют. После ликвидации приюта в 1924 году, монастырские постройки были разобраны на стройматериалы. Возрождение обители началось в 1990-х годах. В помещениях бывшего колхозного ипподрома были устроены монашеские кельи и Георгиевская церковь. В 2000 году в храме была совершена первая литургия. 6 мая 2018 года на территории возрождённого монастыря состоялась торжественная закладка нового собора при участии митрополита Феодосийского и Керченского Платона (Удовенко). |                                                                            |
| Климента Римского Инкерманский монастырь Балаклавский район Севастополя, город Инкерман 44°36′14″ с. ш. 33°36′28″ в. д.                                                               | Мужской общежительный монастырь святого Климента Римского располагается на месте древнего пещерного церковно-монастырского комплекса, основанного, предположительно, в VIII—IX веках. Существует предположение, что Балаклавский Георгиевский монастырь был основан иноками, вышедшими из Инкерманской киновии, прекратившей своё существование в начале второй половины XV века. В древней пещерной Инкерманской обители Георгиевская церковь, предположительно, являлась соборной. В 1852 году древняя пещерная церковь была освящена во имя святого Климента и монастырь вновь был открыт. Во время Крымской войны монастырь был разграблен. Сразу после войны восстановлен. В начале XX века к монастырю перешла территория крепости Каламита. К 1910 году в Инкерманской киновии, помимо церкви св. Климента, были восстановлены и вновь построены следующие храмы: пещерный храм св. Мартина, надомная церковь Святой Троицы, храм св. Пантелеймона, древний пещерный храм св. Софии (переосвящён в честь иконы Богородицы «Всех скорбящих радость»), древний пещерный храм св. Евграфия (переосвящён во имя Дмитрия Солунского), церковь Николая Чудотворца, домовая церковь Благовещения Пресвятой Богородицы. В 1931 году монастырь был полностью закрыт, возрождён — в 1991-м. На территории древнего монастыря Челтер-Мармара в 2007 году был устроен Спасо-Преображенский скит Инкерманского монастыря. Монастырь является объектом культурного наследия федерального значения, расположенного на территории Республики Крым. |                                                                            |
| Монастырь Корсунской иконы Божией Матери на Сапун-Горе Балаклавский район Севастополя, территория СНТ «Сапун-гора» 44°32′31″ с. ш. 33°34′40″ в. д.                                    | Женский монастырь на Сапун-Горе в честь Корсунской иконы Божией Матери был образован решением Священного синода УПЦ МП от 24 ноября 2009 года. До учреждения монастыря на его месте находился Свято-Георгиевский скит, принадлежащий женскому Параскевиевскому Топловскому монастырю. На территории монастыря построен каменный двухэтажный двухпрестольный пятиглавый храм, нижний престол которого освящён во имя великомученика Георгия Победоносца, верхний престол — в честь Корсунской иконы Божией Матери. | Внешние изображения: Монастырь Корсунской иконы Божией Матери.             |
| Космо-Дамиановский монастырь В 15 км от Алушты, верховья реки Альмы 44°39′54″ с. ш. 34°16′12″ в. д.                                                                                   | Заштатный общежительный монастырь святых бессребреников Космы и Дамиана. Основан по инициативе Иннокентия (Борисова) у источника Савлух-Су. В конце XVIII века около источника в земле была найдена мраморная доска с греческой надписью и изображением на ней ликов святых Космы и Дамиана. Открытие киновии с освящением первой небольшой деревянной церкви во имя Космы и Дамиана состоялось в 1857 году — через несколько месяцев после смерти Иннокентия. В 1870 году была построена и освящена во имя тех же святых вторая церковь, но более вместительная, также деревянная, с колокольней и ризницей. На месте старой, у родника, построили часовню, в 1912 году перестроенную в каменную. Третий — Преображенский тёплый храм был выстроен в 1878 году. В 1890-х годах хозяйство обители пришло в упадок. Изменился и нравственный климат: монашествующие и, сменявшие друг друга настоятели нарушали церковные уставы и злоупотребляли спиртными напитками. Итогом стал указ Святейшего Синода от 16 июля 1899 года, по которому мужская обитель упразднялась и преобразовывалась в одноимённую женскую. Монахини быстро устроили в киновии образцовый порядок. В 1907 году в Симферополе было открыто монастырское подворье с Благовещенской церковью. В 1922 году Симферопольское подворье было закрыто, а в 1924 — церкви в самом монастыре. После Великой Отечественной войны единственным сохранившимся зданием обители оказалась каменная часовня над источником. Возрождение монастыря, теперь уже вновь мужского, началось с начала 1990-х годов. Космодамиановскому монастырю ныне принадлежит подворье в Партените с сооружённым в 2005—2010 годах храмовым комплексом из двух церквей и второе подворье находится в селе Запрудном.                                                                                         |                                                                            |
| Монастырь Лазаря Муромского Бахчисарайский район, в 2,5 км от села Скалистого 44°49′24″ с. ш. 33°59′48″ в. д.                                                                         | Мужской монастырь распологается вблизи древнего готского пещерного города Бакла. По мнению Петровского В. А. и Труфанова А. А. в VIII—IX веках здесь находился древний монастырь, состоящий из наземного храма, 17-ти внутрискальных келий и хозяйственных построек. В конце IX века, после прекращения функционирования монастыря, на этом месте возник плитовый могильник и была высечена скальная часовня. В июне 2012 года началось возрождение монастыря на участке в 1.5 км северо-западнее городища. В 2013 году была завершена постройка деревянной церкви в честь святого преподобного Лазаря Муромского. Официальное открытие обители состоялось 23 сентября 2013 года. 28 июня 2014 года в монастыре состоялся крестный ход и, в одном из пещерных храмов — первое богослужение. |                                                                            |
| Монастырь апостола и евангелиста Луки Бахчисарайский район, урочище Горянка (до 1948 года село Лаки) 44°39′56″ с. ш. 33°57′10″ в. д.                                                  | Мужской монастырь святого апостола и евангелиста Луки был образован решением Священного синода Украинской православной церкви от 24 ноября 2009 года. На месте нынешней обители в 1904 году на благотворительные пожертвования купца 2-й гильдии Дмитрия Ильича Пачаджи (грека по национальности) вместо обветшавшего старого храма был построен и освящён новый во имя апостола Луки. Здание церкви представляло собой однонефное крестовокупольное строение с восточной ориентировкой апсиды. В 1936 году церковь была закрыта советской властью. |                                                                            |
| Свято-Никольский монастырь Бахчисарайский район, село Холмовка 44°38′51″ с. ш. 33°46′49″ в. д.                                                                                        | Мужской монастырь Николая Чудотворца — один из молодых крымских монастырей. Основан 23 декабря 2010 году при сельском холмовском приходском храме Христа Спасителя и Никольской церкви. 9 августа 2013 года монастырь сильно пострадал от пожара. Сгорели оба храма, братские кельи и кельи для паломников. Официальная причина пожара — самовозгорание электропроводки. Совместными усилиями Крымской епархии, прихожан и благодетелей удалось найти финансирование на устранение последствий пожара и дальнейшее строительство обители. К 2023 году монастырь был восстановлен. | Внешние изображения: Восстановленный монастырь.                            |
| Новоспасский монастырь (Спасо-Преображенский скит) Севастополь, Балаклавский район, село Терновка 44°33′31″ с. ш. 33°47′20″ в. д.                                                     | Новоспасский монастырь ранее имел название «Спасо-Преображенский скит» и являлся скитом Инкерманского Климентовского пещерного мужского монастыря. На территории скита находилась часовня Ай-Тодор (святого Феодора), развалины которой сохранились доныне. В 1868 году, по указанию императора Александра II, эти земли были выделены Инкерманскому монастырю и его иноки приступили к восстановлению древнего храма. В 1925 году скит был закрыт. В 1996 году трудами архимандрита Августина (Половецкого), который был наместником Инкерманского монастыря, началось возрождение Спасо-Преображенского скита. Сегодня на его территории расположены два храма: Кассиана Угличского и Евстратия Печерского, строится — Преображения Господня. При источнике Феодора Студита организована купель. | Внешние изображения: Преображенский храм. Иконостас Преображенской церкви. |
| Параскевиевский Топловский монастырь Белогорский район, село Тополевка 44°39′54″ с. ш. 34°16′12″ в. д.                                                                                | Первый женский заштатный общежительный монастырь в Крыму основан в 1864 году. Монастырь расположен у источника, носящего имя святой Параскевы Римской. Основанием для выбора места послужили почитание верующими источника как целебного, предание о нахождении здесь древней церкви и бытовавшая легенда о пребывании в этих местах святой Параскевы. В 1862 году помещица, вдова Ангелина Алексеевна Ламбири обратилась с ходатайством к архиепископу Таврическому Алексию о разрешении создать на её земле женский монастырь. В 1863 году был построен небольшой каменный храм в честь Параскевы. В 1887 году была заложена церковь в честь Святой Троицы. В 1894 году было освящено место закладки нового трёхпрестольного собора. Топловский монастырь в конце XIX века имел в Крыму три городских подворья — в Старом Крыму, в Симферополе с небольшим Казанским храмом и в Феодосии. Во время Гражданской войны в период нахождения в Крыму белогвардейцев 4 января 1919 года монастырь подвергся грабежу. Ворвавшись в обитель грабители забирали серебряные богослужебные сосуды, кресты, Евангелия, деньги, изорвали богослужебные книги, уничтожили текущие архивные документы. В 1921 году монастырская земля была национализирована советской властью. После череды закрытий и открытий монастырских храмов в июне 1929 года была закрыта последняя Параскевиевская церковь, а на территории монастыря и в его постройках была устроена Крымская плодово-ягодная опытная станция. Возрождение обители началось в 1992 году. В 2011—2021 годы был построен большой Троицкий собор с колокольней. |                                                                            |
| Монастырь Саввы Освященного (Челтер-Мармара) В 1,5 км к северо-западу от села Терновки, на высоте около 400 м над уровнем моря 44°35′44″ с. ш. 33°43′56″ в. д.                        | Название монастыря «Челтер-Мармара» получено по географическому признаку — нахождению на горе Челтер и расположению у подножия скалы греческого православного села Мармара. Архитектурно-строительный ансамбль монастыря состоит из более чем 80 сохранившихся и разрушенных помещений, среди которых четыре пещерные церкви, кельи (братский и игуменский корпус), костотеки, хозяйственные пещеры, кладовые, трапезная, пекарня, ризница и библиотека. Предположительно обитель являлась общежительным монастырём, в котором одновременно могло находиться до пятидесяти монахов. В 1934, 1935 и 1937 годах В. П. Бабенчиковым на территории монастыря были проведены первые археологические исследования. Исследователь датировал монастырь XI—XV веками. Е. В. Веймарн, М. Я. Чореф, С. А. Беляев и В. А. Бушенков временем основания монастыря считали VIII—IX века. Ю. М. Могаричёв и А. Г. Герцен датировали появления монастыря XII—XIII веками. Вероятнее всего, в 1475 году монастырь был уничтожен османцами. Возрождение древней христианской обители началось в 2007 году, когда митрополит Симферопольский и Крымский Лазарь (Швец) дал благословение лишь на создание монастырского подворья в этом районе. На территории монастыря 2007 году был устроен Спасо-Преображенский скит Инкерманского монастыря. |                                                                            |
| Скит Софрониевая пустынь В 17 км от Ялты, вблизи посёлка Краснокаменка ≈ 44°34′11″ с. ш. 34°17′00″ в. д.                                                                              | Софрониев скит и церковь в честь Казанской иконы Божией матери были основаны в 1913 году ради поминовения сродников Токмаковых и Молотковых — известных крымских виноделов. Настоятелем скита был назначен иеромонах Софроний (Еразм Дубинин). Первоначально скит был мужским, но затем по разным причинам стал женским. Скит сформировался из паломниц, окормлявшихся у Софрония. Сначала в обители насчитывалось около 10 женщин, которые самостоятельно построили несколько келий и трапезную. К 1928 году в ските насчитывалось уже 30 послушниц. В 2015 году на месте бывшего скита и остатков старого храма был установлен поклонный крест и военный полевой храм, подаренный Валентином (Цвелевым) — настоятелем храма Живоначальной Троицы, находящемся на острове Божье Дело озера Вселуг в Тверской области. |                                                                            |
| Стефана-Сурожского Кизилташский монастырь В 11 км от Судака, село Краснокаменка 44°56′02″ с. ш. 35°04′23″ в. д.                                                                       | Монастырь располагается у горы Кизилташ на окраине села Краснокаменка (Кизилташ — название села до 18 мая 1948 года). В 1852 году гражданами Феодосии и Судака архиепископу Иннокентию было подано прошение об открытии в Кизилташе киновии. В 1853 году Иннокентий посетил Кизилташ и благословил сооружение молитвенного дома. Глинобитный молитвенный дом во имя святого Стефана Сурожского был освящён в 1855 году. В 1871 году была сооружена небольшая церковь в честь Успения Божией Матери, а в 1885 — храм в честь Стефана Сурожского, дом настоятеля, трапезная, гостиница, пять братских флигелей с отдельными келиями, мастерская. В начале 1900-х монастырь обзавёлся подворьем в Геническе, где в 1908 году был построен и освящён храм Рождества Богородицы. В декабре 1926 года монастырь закрыли. 15 апреля 1997 года Священный синод Украинской православной церкви вновь открыл здесь мужской монастырь Стефана Сурожского. Из существовавших в Кизилташской обители в начале XX века двух храмов до настоящего времени ни один не сохранился. |                                                                            |
| Троицкий женский монастырь Симферополь, ул. Одесская (бывшая Греческая), 12/9 44°56′57″ с. ш. 34°06′14″ в. д.                                                                         | Троицкий женский монастырь учреждён в 2003 году при Троицком соборе. На месте нынешнего монастыря в 1796 году была построена деревянная приходская церковь для проживающих в этом районе греческих поселенцев. В 1868 году старую деревянную церковь разобрали и на том же месте, по проекту архитектора И. Ф. Колодина, построили новую каменную. После разрушения в 1930 году Симферопольского кафедрального Александро-Невского собора статус кафедрального храма перешёл к Свято-Троицкой церкви. После основания монастыря статус кафедрального собора временно дан Петро-Павловскому храму. В Троицком монастыре покоятся мощи святителя архиепископа Луки (Войно-Ясенецкого). В монастыре работает пекарня, швейные и рукодельная мастерские. Открыта воскресная детская школа. |                                                                            |
| Успенский Бахчисарайский монастырь Бахчисарайский район, урочище Марьям-Дере 44°44′41″ с. ш. 33°54′38″ в. д.                                                                          | Мужской заштатный пещерный монастырь 1-го класса Успения Божией Матери. Точное время основания обители не известно. Археологические раскопки на территории монастыря не проводились. По одной версии монастырь был основан в VIII—IX веках греческими монахами-иконопочитателями, по другой — в XIV—XV веках. В XVI веке обитель была известна как «монастырь Пречистой Богородицы на Салачике». 23 апреля 1778 года в день Святой Пасхи после литургии в монастырском соборе митрополит Игнатий призвал христиан покинуть Крымский полуостров. В 1800 году, после постройки соборной церкви Николая Чудотворца в Бахчисарае, жизнь в Успенском монастыре угасла. Своим возрождением монастырь был обязан деятельности архиепископа Херсонского и Таврического Иннокентия. Новое открытие произошло 15 августа 1850 года. Первоначально в монастыре имелись только Успенский храм и три кельи. К концу XIX века в Успенской киновии насчитывалось уже пять храмов: первый и центральный — Успенский, второй — святых равноапостольных царей Константина и Елены (1857), третий — евангелиста Марка (1879), кладбищенская церковь святого Георгия (1875) и церковь святителя Иннокентия Иркутского (1896). Кроме этого были построены колокольня, дом настоятеля, трапезная, два двухэтажных каменных зданий, в скале вырублены 16 келий и две пристроены, разбит фруктовый сад, восстановлен древний подземный водопровод. Монастырь имел подворье в Качи-Кальоне. В 1920 году монастырь закрыли, в 1993 — был вновь возрождён. |                                                                            |
| Монастырь Феодора Стратилата Бахчисарайский район, В 1 км от села Малое Садовое 44°37′53″ с. ш. 33°49′50″ в. д.                                                                       | Мужской пещерный монастырь великомученика Феодора Стратилата. Располагается в долине реки Бельбек на горе Ай-Тодор. Монастырь основали иконопочитатели в XIII—XIV (по другим данным — в VIII—IX) веках. В небольшой обители насчитывается 22 пещеры разных размеров и назначения. Монахи жили в кельях, вырубленных в скале. Главный пещерный храм, площадью около 150 м², устроен в пещере естественного происхождения. В древние времена монастырские пещеры соединялись переходами и деревянными лестницами, отсюда и получено название «Челтер-Коба» («челтер» означает «решётка», «коба» — «пещера»). После турецкого вторжения в Крым (в 1475 году) монахи покинули обитель и духовная жизнь здесь прекратилась. В те годы монастырь был известен под именем святого Феодора. В 2003 году митрополит Симферопольский и Крымский Лазарь благословил возрождение монастыря. В 2007 году была устроена деревянная звонница, в марте 2011 — совершён первый после возрождения монашеский постриг, в июне 2011 года было принято постановление Священного Синода: «Благословить открытие монастыря в честь святого великомученика Феодора Стратилата в с. Малосадовое Бахчисарайского района АР Крым». Монастырь является объектом культурного наследия федерального значения, расположенного на территории Республики Крым. |                                                                            |
| Монастырь Шулдан (Монастырь Христа Спасителя [или Покрова Пресвятой Богородицы]) Балаклавский район Севастополя, вблизи села Терновка, на горе Шулдан 44°35′29″ с. ш. 33°46′18″ в. д. | Архитектурный ансамбль монастыря состоит из двух пещерных храмов (главный — Покрова Пресвятой Богородицы), хозяйственных помещений, трапезной, келий, располагающихся в два яруса. Первые исследования провели во второй половине XIX века Д. М. Струков и А. Л. Бертье-Делагард. В 1933 году В. П. Бабенчиков провёл детальное обследование монастыря и составил его подробное описание. По характеру фресок на обломках штукатурки, обнаруженных при зачистке некоторых помещений, В. П. Бабенчиков датировал роспись монастырских храмов концом XII — XIII веком. В история Шулданской обители выделяются два строительных периода: XIII—XIV века — первоначальный монастырь небольших размеров; конец XIV — XV век — перестройка монастыря. После османского завоевания в 1475 году и с усилением среди населения ислама жизнь в монастыре угасла; забылось название монастыря, а его помещения местные жители использовали для содержания скота. В начале XXI века началось возрождение древней обители. Монастырь освящён во имя Христа Спасителя. Монастырь является объектом культурного наследия федерального значения, расположенного на территории Республики Крым. |                                                                            |
| Монастыри ААЦ | |                                                                            |
| Монастырь Аменапркич (Монастырь Всеспасителя) Белогорский район, южная окраина села Богатое 45°01′16″ с. ш. 34°45′36″ в. д.                                                           | Монастырь Аменапркич (арм. Ամենափրկիչ) (или монастырь Всеспасителя и Святого Ильи в селе Бахчи-Эли) основан армянами, спасавшихся в Крыму от нашествия турок-сельджуков. Руины монастыря располагаются в 15 км к востоку от Белогорска (Карасубазара). Время основания обители точно не установлено. Предположительно, в XIII—XIV веках армяне имели здесь небольшое культовое сооружение, которое после реконструкции в XIV—XV веках стало главным храмом, сформированного вокруг благоустроенного монастыря. Из монастырских построек сохранилась только эта Ильинская церковь, датируемая XIV веком. Ильинская церковь сохранила первоначальный архитектурно-художественный облик со следами нескольких перестроек. Последние ремонтно-реконструкционные работы были выполнены в 50—60-е годы XIX века. В многочисленных рельефах различного содержания убранства храма просматривается иноземное влияние, однако они были выполнены по аналогии с убранством памятников Армении XIII—XIV веков, посвящённые евангельским сюжетам. До 1920-х годов монастырь Спасителя пользовался большой популярностью среди крымских армян не только как святая обитель, но и как место целебного источника для оздоровления. Монастырь является объектом культурного наследия федерального значения, расположенного на территории Республики Крым. |                                                                            |
| Монастырь Святого Геворка (Георгиевский монастырь) Феодосия, ул. Нахимова 45°01′26″ с. ш. 35°22′45″ в. д.                                                                             | Монастырь был устроен за пределами средневековых городских укреплений Феодосии (Кафы). Обитель находилась в пригороде Кафы, населённом армянами. Пригород назывался «Кашотом», а монастырь часто называли — «Святой Геворк Кашота». Вход в монастырь располагался с восточной, обращённой к городу стороне. Восточные ворота специальным коридором связывались с основной группой монастырских строений. По этому коридору можно было попасть и в храм, и в помещение для женщин. Церковь Святого Георгия располагалась в середине обители. К ней примыкала небольшая часовня-усыпальница. Храм был построен, скорее всего, в конце XIV века; в современной литературе церковь считают возведённой в 1385 году. Архиепископ Херсонский и Таврический Гавриил основание монастыря Святого Геворка относил к 1452 году. За время своего существования монастырь неоднократно подвергался разрушениям, в связи с чем от многочисленных монастырских строений ныне сохранился только один лишь главный храм, претерпевший существенные изменения. Георгиевская церковь является объектом культурного наследия федерального значения, расположенного на территории Республики Крым. |                                                                            |
| Монастырь Сурб-Хач (Монастырь Святого Креста) В 3 км (по автодороге) к юго-западу от Старого Крыма 45°00′02″ с. ш. 35°03′45″ в. д.                                                    | Монастырь Сурб-Хач (арм. Սուրբ Խաչ) (или монастырь Святого Креста) был основан в первой половине XIV века как резиденция архиепископа Армянской апостольской церкви. Обитель с храмом Святого Знамения упоминается в одной из записей «Свода армянских памятных записей XIV—XV вв.» за 1368 год. Основание монастыря исследователи связывают с массовым переселением армянского населения из Исторической Армении в Крым и религиозной политикой генуэзцев, направленной на распространение католицизма среди подданных генуэзской Газарии, из которых значительную часть составляли армяне. Главное сооружение монастыря — церковь Сурб-Ншан (Святого Знамения) построил наместник крымского архиепископа Ованэс Себастаци в 1358 году. Архитектурно-планировочная композиция церкви представляет собой крестово-купольный тип с четырьмя небольшими апсидами-приделами в углах. В некоторых русскоязычных документах и описаниях XVIII—XIX веков монастырь фигурирует под названием «Святого Георгия». После переселения крымских армян в 1778 году в Азовскую губернию, монастырь пришёл в запустение. Полномасштабное и систематическое восстановление монастыря проводилось в 1992—2001 годах под руководством М. В. Петросяна. На территории Крыма это единственный сохранившийся монастырский комплекс Армянской апостольской Церкви XIV—XIX веков; с 2009 года — действующий Монастырь является объектом культурного наследия федерального значения, расположенного на территории Республики Крым. |                                                                            |